# Norbert Hansen
Norbert Hansen (* 2. Juli 1952 in Husum) ist ein ehemaliger deutscher Gewerkschafter. Er war von 1999 bis 2008 Vorsitzender von Transnet und von 2008 bis 2009 Vorstandsmitglied für Personal der Deutschen Bahn AG.

## Werdegang
Nach dem Hauptschulabschluss trat Hansen 1967 in die Deutsche Bundesbahn als Jungwerker ein. Bis 1972 bildete er sich zum Bundesbahnassistenten weiter und arbeitete anschließend als Fahrkartenverkäufer und als Rangierer.
Nach Eintritt in die Eisenbahnergewerkschaft GdED (Gewerkschaft der Eisenbahner Deutschlands) leitete er den GdED-Personalrat beim Bahnhof Büchen. 1979 wurde er hauptamtlicher Mitarbeiter der Gewerkschaft. Zunächst arbeitete er als Ortssekretär in Hamburg, 1980 wurde er zum Sekretär der Bezirksleitung ernannt. 1991 stieg er zum Bezirksleiter in Hamburg auf, im Folgejahr wechselte er als Vorstand für Tariffragen nach Frankfurt am Main. 1996 wurde er zum Stellvertreter des GdED-Vorsitzenden ernannt.
Am 30. März 1999 wurde er auf dem Gewerkschaftstag der GdED mit 96,6 % zum Vorsitzenden der GdED gewählt, die sich 2000 in Transnet umbenannte. Auf dem Gewerkschaftstag am 9. November 2004 wurde er mit 93,1 % für weitere vier Jahre wiedergewählt.
Am 5. Juli 2000 wurde Hansen in seiner Funktion als stellvertretender Aufsichtsratsvorsitzender der DB AG bestätigt.
Im Aufsichtsrat der Deutschen Bahn AG war er als stellvertretender Vorsitzender (Arbeitnehmervertreter) tätig. Er war ehrenamtlicher Vorsitzender der Allianz pro Schiene, Mitglied des Bundesvorstandes des DGB, Präsident der Sektion Eisenbahn in der Europäischen Transportarbeiter-Föderation (ETF) und Aufsichtsratsvorsitzender in verschiedenen Gesellschaften der DEVK Versicherungen.
Um 2005 verdiente Hansen laut Medienberichten monatlich 7.800 Euro brutto.
Hansen ist Mitglied der SPD.
Am 8. Mai 2008 erklärte Hansen seinen Rücktritt als Transnet-Vorsitzender. Am 15. Mai berief ihn der Aufsichtsrat der Deutschen Bahn AG zum Arbeitsdirektor. Das bislang für Recht und Personal zuständige Vorstandsmitglied Margret Suckale wechselte als Vorstand für Personal und Dienstleistungen zur neu gegründeten DB Mobility & Logistics AG. Nach eigenen Angaben hatten DB-Aufsichtsratschef Werner Müller und SPD-Chef Kurt Beck Hansen gefragt, ob er sich vorstellen könne, als Personalvorstand für das Unternehmen zu arbeiten. Er habe diesen Vorschlag mit der Transnet besprechen wollen, jedoch sei die Information über einen möglichen Wechsel vorzeitig durch eine „gezielte Indiskretion“ öffentlich geworden. Hansen sah seine neue Rolle als Chance, „die Interessen der Arbeitnehmer noch stärker einzubringen.“ Seine Bezüge für seine Tätigkeit im Geschäftsjahr 2008 (1. Juni bis 31. Dezember 2008) betrugen 556.000 Euro, davon 233.000 Euro Fest- und 315.000 Euro variables Gehalt.
Nachdem mit Rüdiger Grube zum 1. Mai 2009 ein neuer Vorstandsvorsitzender bestellt worden war, bot Hansen nach DB-Angaben die vorzeitige Niederlegung seines Vorstandsmandates an. Der Aufsichtsrat des Unternehmens stimmte seiner Abberufung zum 31. Mai 2009 auf einer außerordentlichen Sitzung am 13. Mai 2009 zu. Hansen sei längere Zeit krank und eine Genesung nicht absehbar gewesen. Grube war zum 1. Mai 2009 zum neuen Vorstandsvorsitzenden der Deutschen Bahn AG ernannt worden und baute den Vorstand nach der Datenaffäre um. Mit Hansen wurden drei weitere Konzernvorstände entlassen (Otto Wiesheu, Norbert Bensel und Margret Suckale).
Im Geschäftsjahr 2009 erhielt Hansen eine feste Vergütung von 167.000 Euro, eine variable Vergütung von 300.000 Euro sowie eine Abfindung von 2,256 Millionen Euro. Darüber hinaus erhielt er eine BahnCard 100 auf Lebenszeit. Als Nachfolger Hansens wurde am 25. Mai 2009, mit Wirkung zum 1. Juli 2009, Ulrich Weber bestellt.

## Kritik
Hansen galt schon als Gewerkschafter als Freund des Bahnchefs Hartmut Mehdorn. Sein ambivalentes Verhältnis zum Unternehmen – einerseits Vertreter der Arbeitnehmer, andererseits Unterstützer wesentlicher Arbeitgeberpositionen (z. B. der angestrebten teilweisen Privatisierung durch einen Börsengang) – war Gegenstand öffentlicher Kritik. Ihm wurde vorgeworfen, durch die Darstellung einer unterstützenden Position der Gewerkschaft Transnet gegenüber der SPD, erst ermöglicht zu haben, dass die Sozialdemokraten auf ihrem Parteitag 2007 und im Anschluss daran der Teilprivatisierung der Bahn zustimmten. Als Reaktion auf den als „Verrat“ empfundenen Wechsel Hansens auf seine neue Position regte sich zunehmend Widerstand an der Basis von Transnet gegen den sozialpartnerschaftlichen Kurs der Gewerkschaft.
Während auch andere Unternehmen (beispielsweise die Deutsche Post AG) Personalvorstände aus Gewerkschaftsreihen rekrutiert haben, sei insbesondere das jahrelange Werben Hansens für einen Börsengang des Unternehmens eine Besonderheit.

## Privates
Seit 1973 ist Hansen verheiratet und lebt in Hamburg. Er hat einen erwachsenen Sohn und eine erwachsene Tochter.